# Spiritual Unity
Spiritual Unity – album nagrany przez Albert Ayler Trio i wydany przez firmę ESP-Disk w 1964 r.

## Historia nagrania albumu i charakterystyka
Album został nagrany podczas jednej sesji 10 lipca 1964 w małym studiu Variety Arts Recording Studio w Nowym Jorku, znajdującym się tuż przy Times Square.
Sesję pomyłkowo zaczęto nagrywać w wersji mono, jednak dzięki prawidłowemu ustawieniu mikrofonów i innych elementów udało się także stworzyć znakomitą wersję stereofoniczną.
Po nagraniu płyty, w pobliskiej kawiarni szef firmy Bernard Stollman wypłacił muzykom wynagrodzenie za sesję nagraniową i podpisano wszelkie konieczne papiery kontraktowe.
W kilka dni potem trio, po nagraniu New York Eye and Ear Control, odleciało na europejskie tournée z Donem Cherrym.
Album ten był jeszcze radykalniejszym wyrażeniem idei wolnej muzyki od pierwszych albumów Ornette'a Colemana. Ornette odrzucił granie akordami, tonalność. Trio Alberta Aylera odrzuciło także organizację utworu przy pomocy jednego, chociaż zmiennego, rytmu. Na Spiritual Unity każdy z muzyków kieruje się po prostu własnym rytmem.
Do dziś album ten jest uważany za jedną z najważniejszych płyt nagranych w historii muzyki.
Część tylnej strony okładki zajmuje grafika przedstawiająca trzy głowy muzyków wpisane w literę Y. Poniżej głowy Gary'ego Peacocka znajduje się następujący tekst:
The symbol "Y" predates recorded history and represents the rising spirit of man [Symbol "Y" poprzedza zapisaną historię i przedstawia rozwój ducha człowieka].
- Na liście najlepszych albumów jazzowych Piera Scaruffiego, autora A History of Jazz Music, album ten zajął w 1964 r. drugą pozycję, a w całej dekadzie lat 60. – szóstą.
- W 2003, Spiritual Unity zajął 49 pozycję na liście 100 najlepszych albumów Joego S. Harringtona[3].

## Muzycy

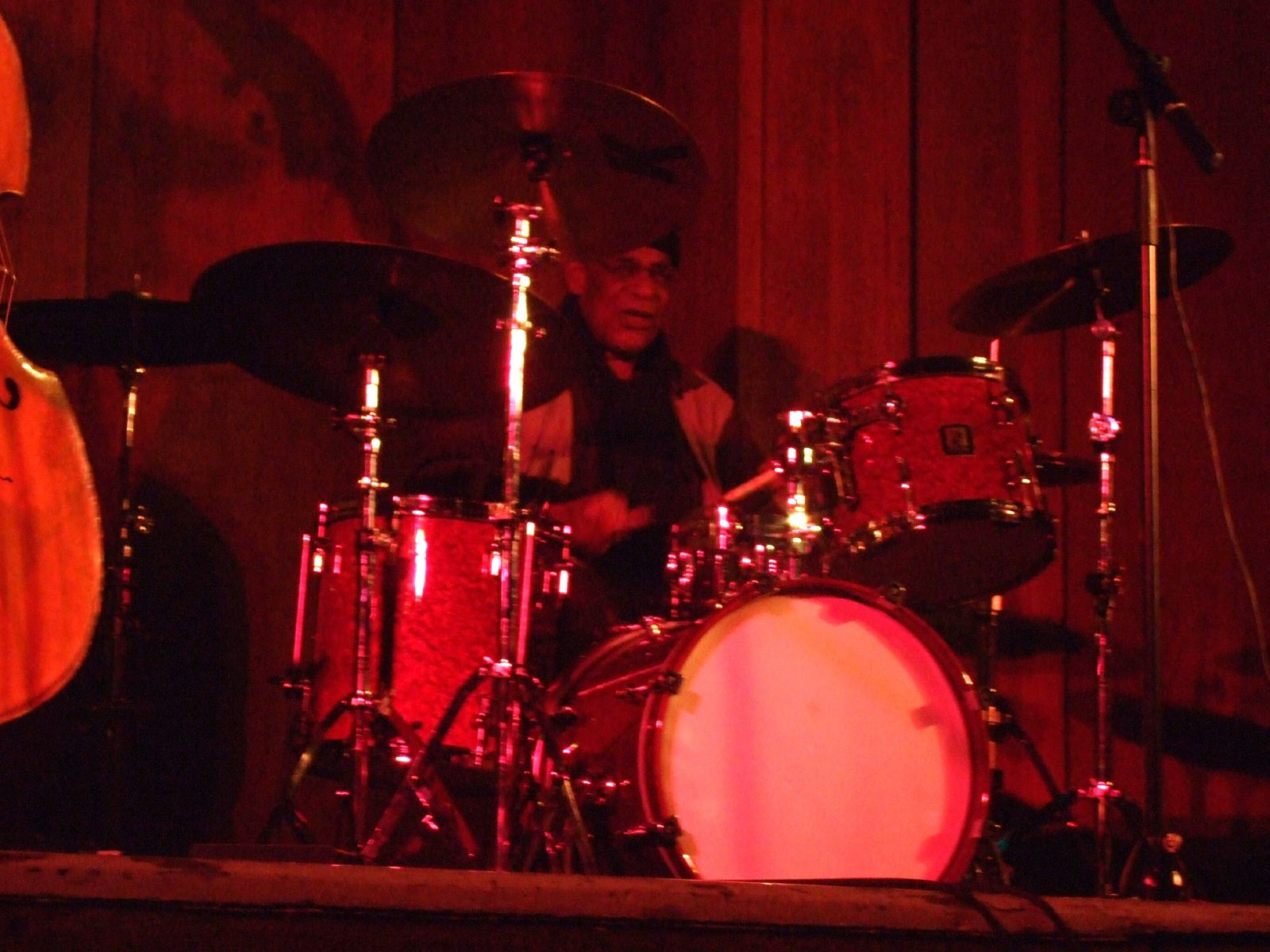
Perkusista Sunny Murray 2007

Albert Ayler Trio
- Albert Ayler – saksofon tenorowy
- Gary Peacock – kontrabas
- Sunny Murray[b] – perkusja

## Utwory

### Strona 1
| 1. | Ghosts: First Variation | 5:01  |
|    |                         |       |
| 2. | The Wizard              | 7:26  |
|    |                         |       |
|    |                         | 12:27 |
|    |                         |       |

### Strona 2
| 1. | Spirits                  | 6:52  |
|    |                          |       |
| 2. | Ghosts: Second Variation | 10:11 |
|    |                          |       |
|    |                          | 17:03 |
|    |                          |       |

## Opis płyty

### Płyta analogowa (oryginał)
- Producent –
- Studio – Variety Arts Recording Studio, Nowy Jork, Nowy Jork
- Data nagrania – 10 lipca 1964
- Inżynier-dźwiękowiec –
- Grafika na okładce – Howard Bernstein
- Projekt okładki – Jordan Matthew
- Dyrektor artystyczny – Jay Dillon
- Długość – 29:30
- Numer katalogowy – ESP 1002

### Inne wydania
- ESP 1002 (USA)[c],
- MJ7101, BT5002, 15PJ2021, SFX10712 (Japonia),
- Fontana  SFJL933 (Wielka Brytania),
- ESP Explosive  538.107 (Francja),
- 858.122FPY (Europa),
- America AM6000( Francja),
- Venus Records TKCZ-36010 (Japonia)[d],
- ZYX-Music ESP 1002-2 (CD)(Niemcy),
- Get Back GET1001 (winyl) (Włochy),
- GET 1001P (winylowa "picture disc"), GET 1001CD,
- Calibre ESPCD 1002 (Holandia),
- Abraxas ESPCD 1002 (Włochy),
- ESP  ESPCD 1002 (USA)(powtórnie wydany w 2005 r. z nowymi niepublikowanymi fotografiami)
- Także znalazł się w The Complete Esp Disk Recordings, Abraxas ESP1 (Włochy)

Uwaga: wersje te różniły się także kolorami grafiki i tła na okładce.